# اندیس آنومالی کلاز
آنومالی کلاز یک اندیس فلزی است که در حوالی شهر اشنویه استان آذربایجان غربی قرار دارد و مادهٔ معدنی موجود در آن، طلا است.سنگ میزبان این اندیس سنگ آهک، آهک دولومیتی، شیل‌های میکادار است  در این اندیس، پاراژنز‌های سینابر، مالاکیت، هماتیت، پیریت، زیرکن، باریت، اپیدوت یافت می‌شوند.